# Ademir Barbosa
Ademir Barbosa Das Neves (Río de Janeiro; 10 de enero de 1949) es un exfutbolista brasileño que jugaba como portero.

## Trayectoria
Jugó en varios clubes de Brasil y de Centroamérica. En el Águila de la Primera División de El Salvador fue donde se convirtió en una gran figura.

## Clubes
| Club              | País        | Año       |
| ----------------- | ----------- | --------- |
| Bangu             | Brasil      | 1969-1971 |
| Flamengo (cesión) | Brasil      | 1970      |
| Bahia             | Brasil      | 1972      |
| Olímpico Clube    | Brasil      | 1973-1974 |
| Maguary           | Brasil      | 1975      |
| Águila            | El Salvador | 1975-1979 |
| Santiagueño       | El Salvador | 1979-1980 |
| Motagua           | Honduras    | 1980-1981 |
| UNAH              | Honduras    | 1981-1982 |
| Águila            | El Salvador | 1982      |
| Universidad       | El Salvador | 1983-1984 |

## Palmarés

### Títulos nacionales
| Título           | Equipo      | País        | Año     |
| ---------------- | ----------- | ----------- | ------- |
| Primera División | Águila      | El Salvador | 1975-76 |
| Primera División | Águila      | El Salvador | 1976-77 |
| Primera División | Santiagueño | El Salvador | 1979-80 |

### Títulos internacionales
| Título                           | Equipo | País        | Año  |
| -------------------------------- | ------ | ----------- | ---- |
| Copa de Campeones de la Concacaf | Águila | El Salvador | 1976 |